# Vojenská jednotka
Vojenská jednotka je organizační prvek struktury ozbrojených sil státu. Vojenské jednotky jsou obvykle uspořádány hierarchicky do formací s různým personálním a materiálovým vybavením.

## Běžné vojenské jednotky
| NATO symbol | jednotka             |
| ----------- | -------------------- |
|             | skupina armád, front |
|             | armáda               |
|             | armádní sbor         |
|             | divize               |
|             | brigáda              |
|             | pluk                 |
|             | prapor               |
|             | rota                 |
|             | četa                 |
|             | sekce                |
|             | družstvo             |
|             | fireteam             |

## Další vojenské jednotky

### u pozemních sil
- dělostřelecká baterie
- odřad
- půlbrigáda

### v námořnictvu
- flota popřípadě loďstvo
- flotila
- námořní svaz popřípadě operační svaz
- eskadra
- divize (námořnictvo)

### v letectvu
- křídlo
- peruť
- letka
- roj